# زيت خروع

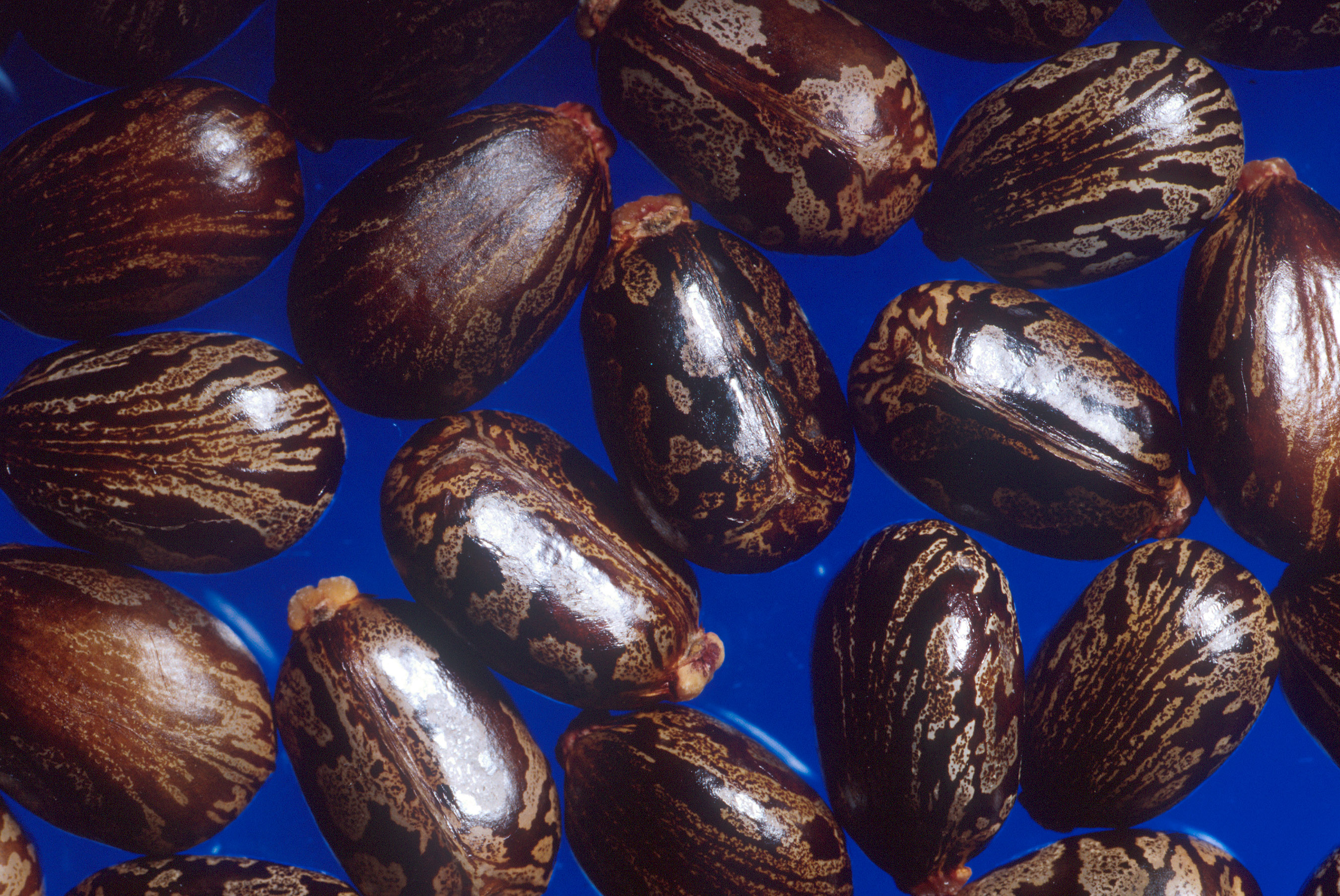
حبوب الخروع.

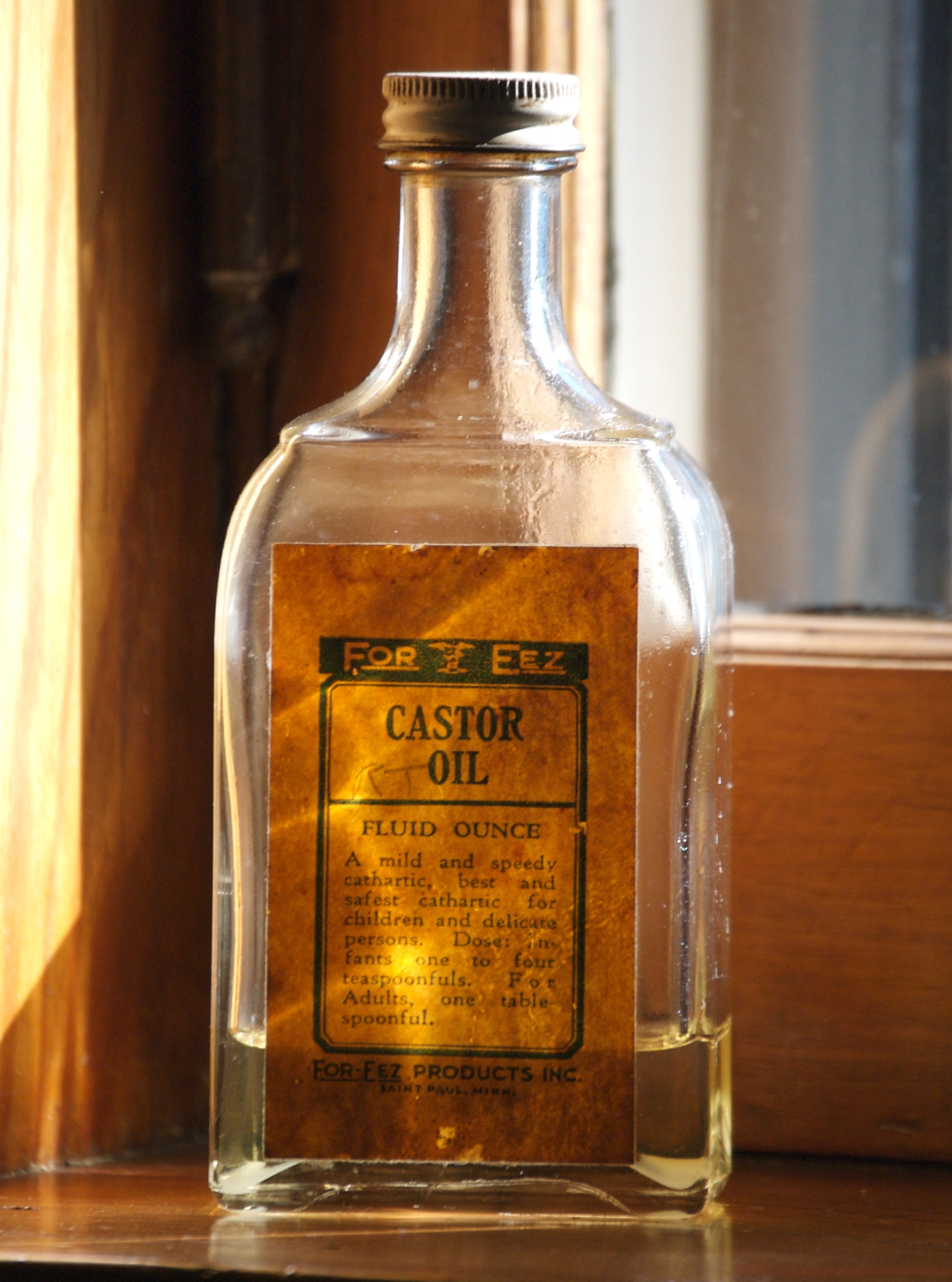
زيت الخروع في قنينة زجاجية.

زيت الخِرْوَع هو زيت نباتي مستخلص من حبوب الخروع، وهو سائل عديم اللون إلى أصفر باهت جدًا مع طعم ورائحة مميزة. تبلغ درجة غليانه 313 درجة مئوية (595 درجة فهرنهايت)، وكثافته 0.961 جم / سم3. ويشتمل على خليط من الدهون الثلاثية، ونحو 90٪ من الأحماض الدهنية هي ريسينولات، والمكونات المهمة الأخرى هي الأوليئات واللينوليات.
يستخدم زيت الخروع ومشتقاته في صناعة الصابون، وزيوت التشحيم، والسوائل الهيدروليكية، وسوائل الفرامل، والدهانات، والأصباغ، والطلاء، والأحبار، والبلاستيك المقاوم للبرودة، والشموع، والتلميع، والنايلون، والمستحضرات الصيدلانية، والعطور.

## دراسة أصول الكلمة
على الأرجح يأتي الاسم من الخلط بين نبات الريسينوس الذي ينتجه ونبات آخر، فيتكس أجنوس كاستوس. رغم ذلك، فإن أصلًا بديلًا يشير إلى استخدامه بديلًا للكاستوريوم.

## التركيب

بنية المكون الرئيسي لزيت الخروع.

يُعرف زيت الخروع بأنه مصدر لحمض الريسينوليك، وهو حمض دهني أحادي غير مشبع يحتوي على 18 كربونًا. من بين الأحماض الدهنية، يعد حمض الريسينوليك فريدًا، إذ إنه يحتوي على مجموعة هيدروكسيل وظيفية على ذرة الكربون الثانية عشرة. تسبب هذه المجموعة الوظيفية كون حمض الريسينوليك (وزيت الخروع) أكثر قطبية من معظم الدهون. يسمح التفاعل الكيميائي لمجموعة الكحول أيضًا بالاشتقاق الكيميائي غير الممكن مع معظم زيوت البذور الأخرى. يعد زيت الخروع مادة كيميائية قيمة في المواد الأولية، بسبب محتواه من حمض الريسينوليك، وتتطلب سعرًا أعلى من زيوت البذور الأخرى. مثلًا، في يوليو 2007، بيع زيت الخروع الهندي بنحو 0.90 دولار أمريكي لكل كجم (0.41 دولار لكل رطل)، بينما تباع زيوت فول الصويا وعباد الشمس والكانولا الأمريكية بنحو 0.30 دولار لكل كجم (0.14 دولار لكل رطل).

## الاستخدامات
يُنتج 270.000–360.000 طن (600-800 مليون رطل) من زيت الخروع سنويًا لمجموعة متنوعة من الاستخدامات.

### الغذاء والمواد الحافظة
في صناعة المواد الغذائية، يُستخدم زيت الخروع الغذائي في الإضافات الغذائية والمنكهات والحلوى (مثلًا، بولي غليسيرول بولي ريسينوليات في الشوكولاتة)، ومثبط للعفن وفي التغليف. يُستخدم زيت الخروع بولي أوكسي ايثيل (مثلًا، كوليفور إي إل) أيضًا في الصناعات الغذائية.
في الهند وباكستان ونيبال، تحفظ الحبوب الغذائية باستخدام زيت الخروع. يمنع تعفن الأرز والقمح والبقول. مثلًا، البازلاء الهندية البقولية متوفرة عادةً مغلفة بالزيت لتخزين أطول.

### الطب التقليدي
شهدت بردية إبيرس على استخدام زيت الخروع بوصفه ملينًا نحو عام 1550 قبل الميلاد، وكان مستخدمًا قبل عدة قرون.
على الرغم من استخدامه في الطب التقليدي لتحريض المخاض عند النساء الحوامل، لا يوجد دليل سريري على أن زيت الخروع فعال في توسيع عنق الرحم أو تحفيز المخاض.

#### الاستخدام العلاجي البديل
وفقًا لجمعية السرطان الأمريكية: «لا تدعم الأدلة العلمية المتاحة الادعاءات القائلة بأن زيت الخروع على الجلد يعالج السرطان أو أي مرض آخر».

### العناية بالبشرة والشعر
استخدم زيت الخروع في مستحضرات التجميل الموجودة في الكريمات وبوصفه مرطبًا. وكثيرًا ما تستخدم كميات صغيرة من زيت الخروع في صابون الطريقة الباردة، لزيادة رغوة الصابون في القالب النهائي. كذلك استخدام لتعزيز تكييف الشعر في المنتجات الأخرى ولخصائصه المفترضة المضادة للقشرة.

### الطلاءات
يستخدم زيت الخروع بوصفه بوليول قائم على أساس حيوي في صناعة البولي يوريثان. متوسط المجموعة الوظيفة (عدد مجموعات الهيدروكسيل لكل جزيء ثلاثي الجليسريد) لزيت الخروع هو 2.7، لذلك يستخدم على نطاق واسع بوصفه بوليول صلب وفي الطلاءات. أحد الاستخدامات الخاصة هو خرسانة البولي يوريثين، إذ يتفاعل مستحلب زيت الخروع مع أيزوسيانات (عادةً بوليمر ميثيلين ثنائي فينيل ثنائي أيزوسيانات) والإسمنت وركام البناء. يطبق هذا بصورة كثيفة إلى حد ما مثل الملاط، وهو التسوية الذاتية. تغطى هذه القاعدة بأنظمة أخرى لبناء أرضية مرنة.

زيت الخروع ليس زيت تجفيف، ما يعني أن تفاعله مع الهواء منخفضًا مقارنةً بالزيوت الأخرى، مثل: زيت بذر الكتان، وزيت التانغ. ينتج عن تجفيف زيت الخروع أحماض اللينوليك التي لها خصائص تجفيف. في هذه العملية، تُزال مجموعة الهيدروكسيل على حمض الريسينوليك إلى جانب الهيدروجين من ذرة الكربون التالية، ما ينتج عنه آصرة مزدوجة لها خصائص ربط مؤكسدة تنتج زيت التجفيف.

## اقرأ أيضاً
- شمع الخروع